# A Very Honorable Guy
A Very Honorable Guy is een Amerikaanse filmkomedie uit 1934 onder regie van Lloyd Bacon.

## Verhaal
Feet Samuels heeft ontzettend veel geld verloren bij het gokken. Om zijn schulden af te lossen heeft hij besloten zijn lichaam te verkopen aan de ambitieuze dokter Snitzer. De arts staat hem toe om nog één maand ten volle van het leven te genieten, voordat hij hem zal doden.

## Rolverdeling
| Acteur           | Personage        |
| ---------------- | ---------------- |
| Joe E. Brown     | Feet Samuels     |
| Alice White      | Hortense         |
| Robert Barrat    | Dokter Snitzer   |
| Alan Dinehart    | Het Brein        |
| Irene Franklin   | Toodles          |
| Hobart Cavanaugh | Benny            |
| Arthur Vinton    | Moon O'Hara      |
| G. Pat Collins   | Red Hendrickson  |
| Harold Huber     | Joe Ponzetti     |
| James Donlan     | Mijnheer O'Toole |
| Harry Warren     | Harry            |
| Al Dubin         | Al               |